# Cotoneaster racemiflorus
Cotoneaster racemiflorus är en rosväxtart som först beskrevs av René Louiche Desfontaines, och fick sitt nu gällande namn av Karl Heinrich Koch. Cotoneaster racemiflorus ingår i släktet oxbär, och familjen rosväxter. Inga underarter finns listade i Catalogue of Life.

## Bildgalleri

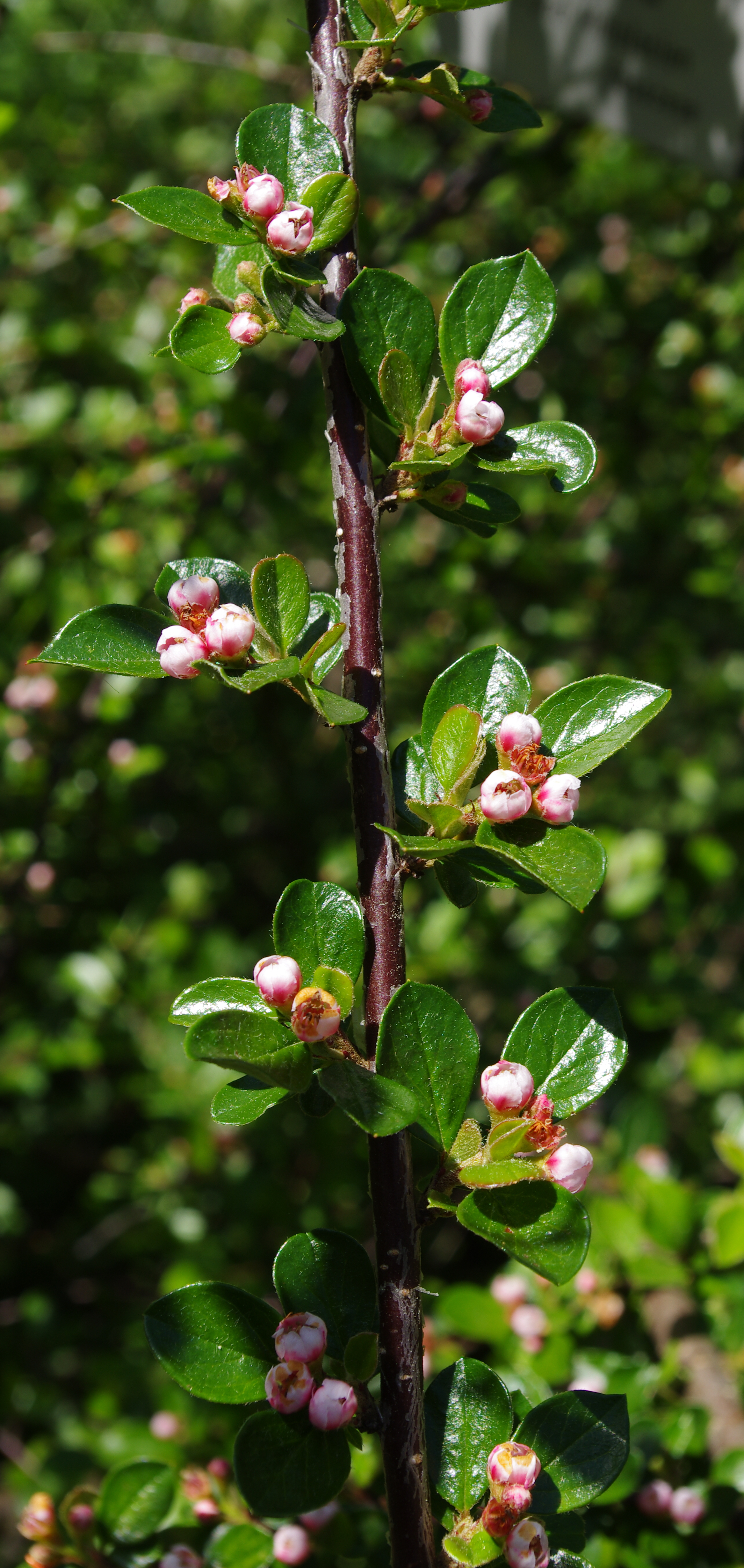
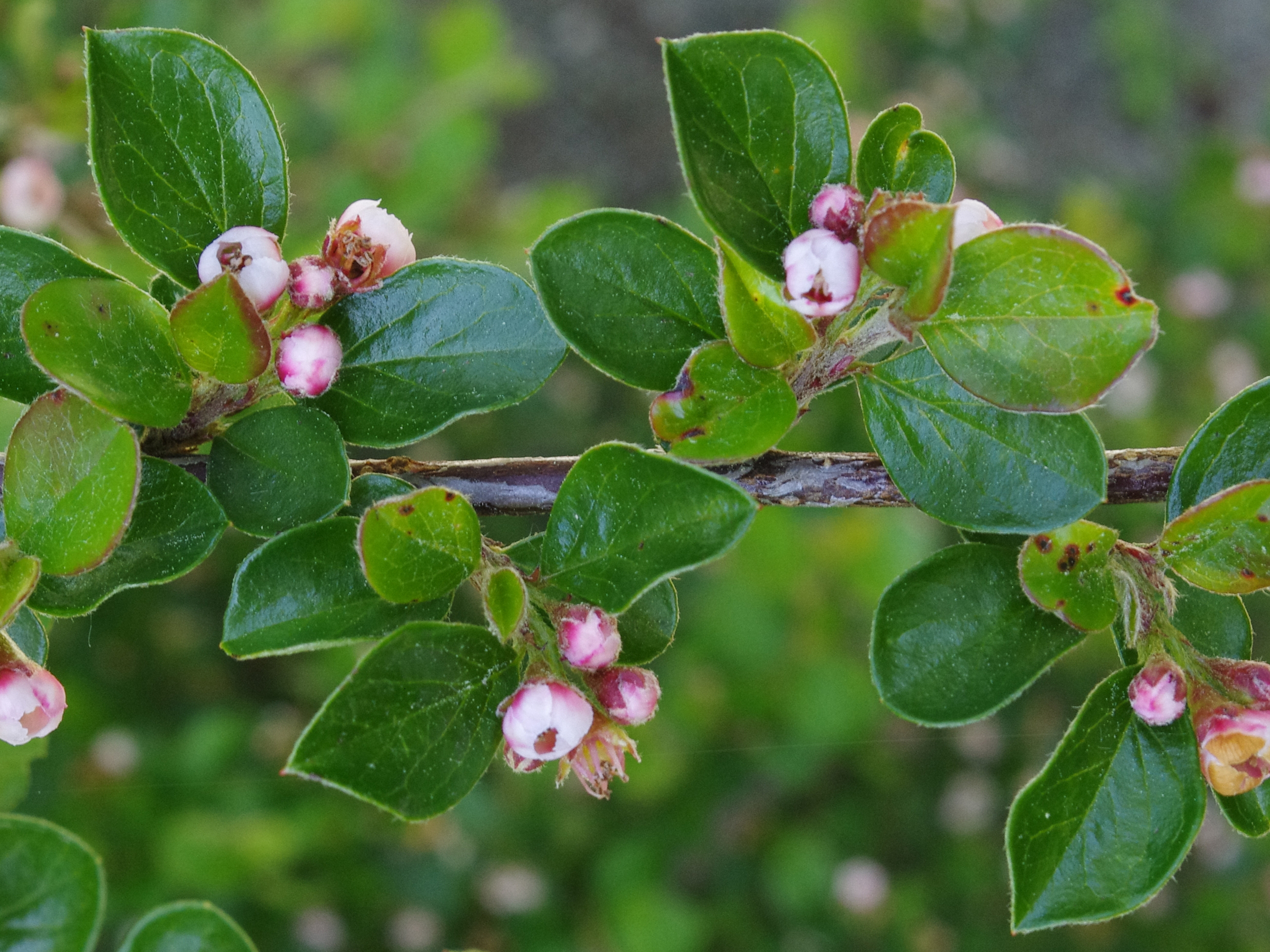
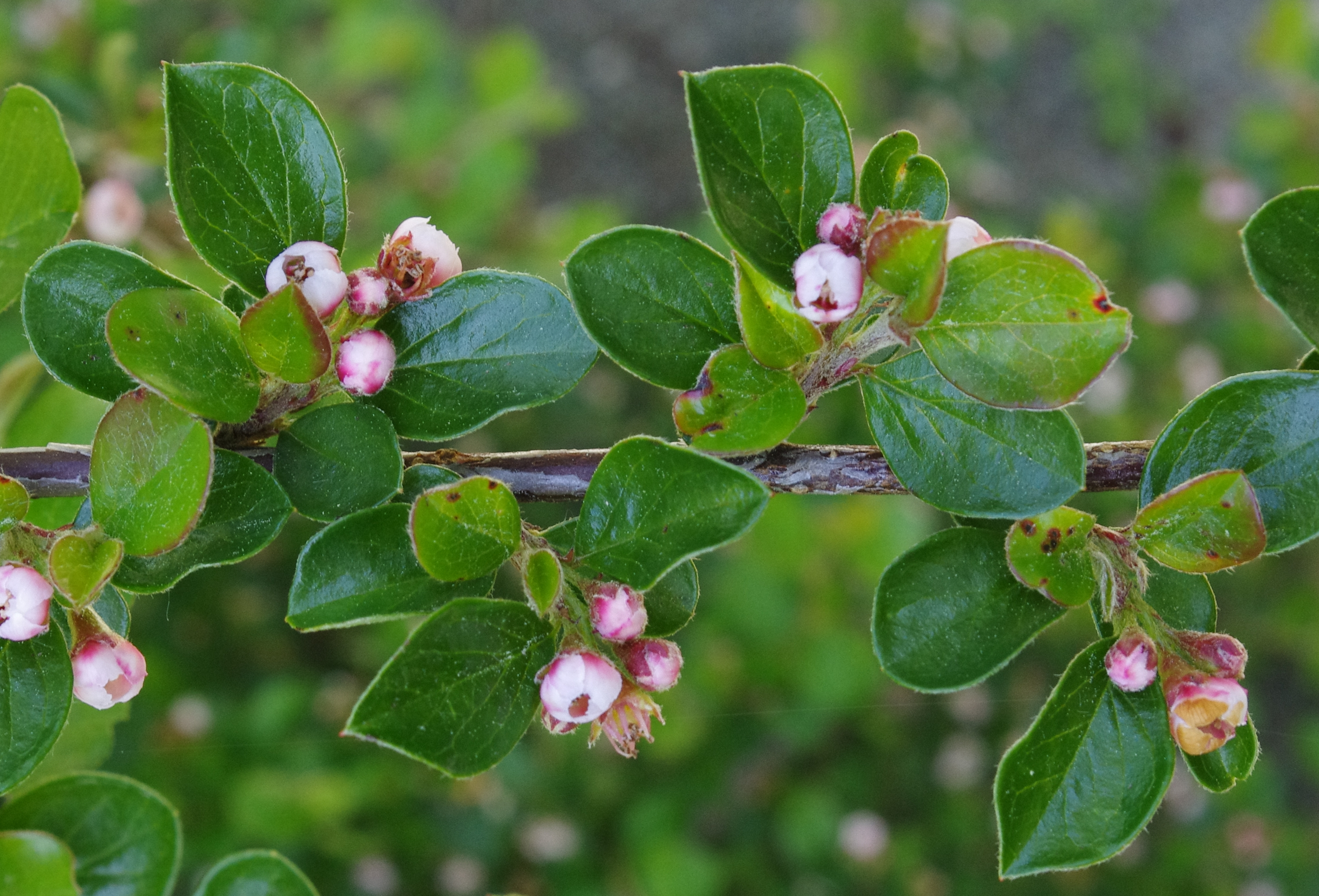